# Shaj
A Shaj (az albán nyelvű verzió címe, magyarul: Sikítás) vagy Fall from the Sky (az angol nyelvű verzió címe, magyarul: Leesni az égből) Arilena Ara albán énekesnő dala, mellyel Albániát képviselte volna a 2020-as Eurovíziós Dalfesztiválon, Rotterdamban. A dal 2019. december 22-én, az albán nemzeti döntőben, a Festivali i Këngës-ben megszerzett győzelemmel érdemelte ki a dalversenyen való indulás jogát.

## Eurovíziós Dalfesztivál
2019. december 22-én vált hivatalossá, hogy az énekesnő alábbi dalát választotta ki a zsűri a 2019-es Festivali i Këngës nevű nemzeti döntőn, amellyel képviselni hazáját az elkövetkezendő Eurovíziós Dalfesztiválon. A dal eredetileg angol nyelven íródott, ám a válogató során teljes egészében albán nyelven hangzott el. A dal a dalfesztiválon angolul csendült volna fel az előzetes sorsolás alapján a második elődöntő második felében, azonban március 18-án az Európai Műsorsugárzók Uniója bejelentette, hogy 2020-ban nem tudják megrendezni a versenyt a COVID–19-koronavírus-világjárvány miatt.

## Külső hivatkozások
- Dalszöveg (albán nyelven). Genius Lyrics
- Dalszöveg (angol nyelven). Genius Lyrics
- A dal előadása az albán nemzeti döntőben. YouTube-videó, RTSH – Radio Televizioni Shqiptar, 2019. december 23.